# Aires de Brodmann
Les aires de Brodmann sont des délimitations du cortex du cerveau humain définies en 1909 par le neurologue et neurophysiologiste Korbinian Brodmann sur une base cytoarchitectonique. Cela signifie que les aires cérébrales correspondent à l'organisation structurale apparente du cortex: nombre de couches, épaisseurs des couches, arborisation dendritique, etc. Ainsi, chaque région du cortex ayant la même organisation cellulaire a un numéro allant de 1 à 52. Brodmann a également relié chacune de ces aires à une fonction propre.
La classification de Brodmann « est toujours d'actualité aujourd'hui, même si: 1) certains anatomistes ont dénombré ultérieurement un nombre plus élevé d'aires, 2) on peut s'attendre à une évolution de cette classification avec les progrès des techniques, et enfin, 3) la numérotation de Brodmann, résultant de l'ordre dans lequel il a identifié les aires, est peu pratique ».

## Localisations et fonctions

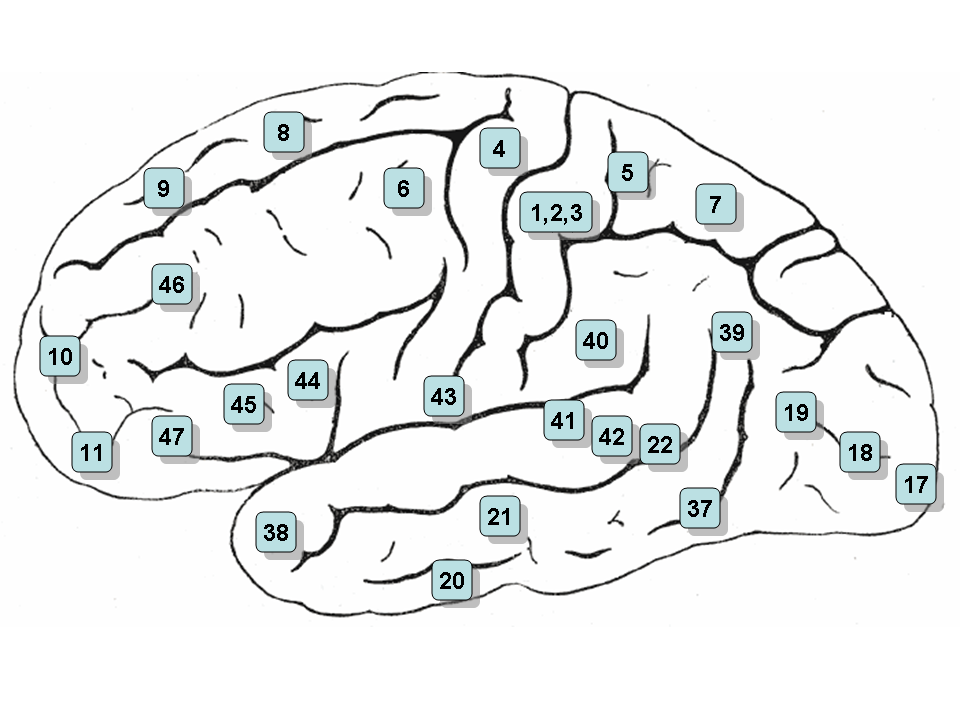
Surface latérale

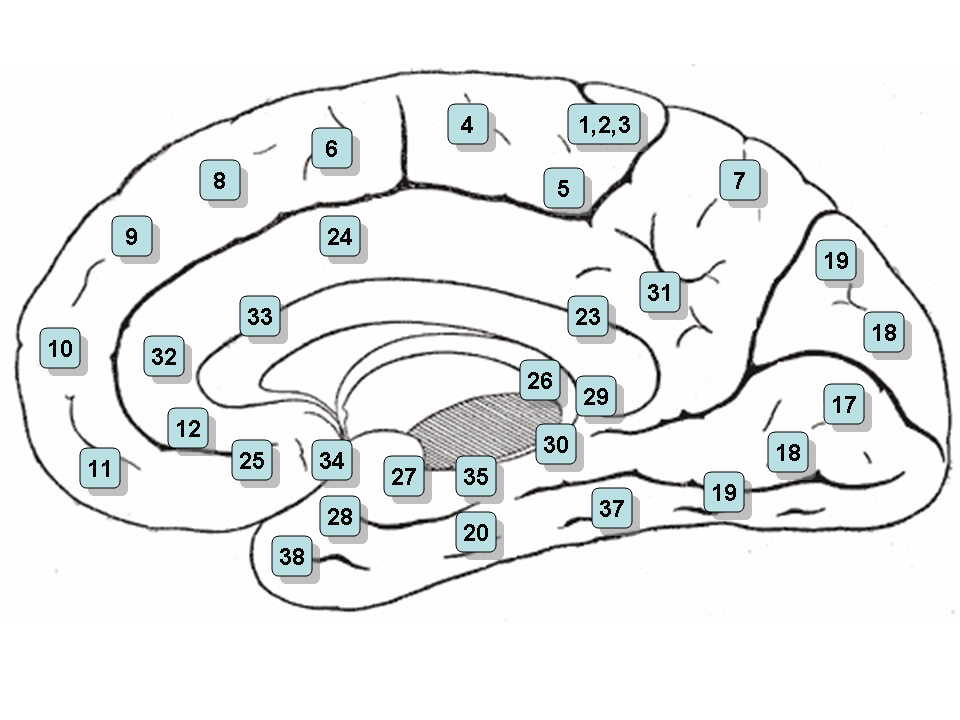
Surface médiale

- Aires 1, 2 & 3 - Cortex somatosensoriel primaire (gyrus postcentral)
- Aire 4 - Cortex moteur primaire (gyrus précentral)
- Aire 5 - Cortex somatosensoriel d'association (gyrus paracentral)
- Aire 6 - Cortex prémoteur (aire motrice supplémentaire)
- Aire 7 - Cortex somatosensoriel d'association (pré-cunéus)
- Aire 8 - Cortex prémoteur / associatif (coordination oculomotrice)
- Aire 9 - Cortex préfrontal dorsal médian
- Aire 10 - Cortex préfrontal antérieur
- Aire 11 - Gyrus rectus
- Aire 12 - Cortex orbitofrontal
- Aire 13 & 14 - Cortex insulaire antérieur
- Aire 15 - Cortex temporal antérieur
- Aire 16 - Cortex insulaire postérieur
- Aire 17 - Cortex visuel primaire (cuneus)
- Aire 18 - Cortex visuel secondaire (gyrus lingual)
- Aire 19 - Cortex visuel tertiaire (ou associatif)
- Aire 20 - Gyrus temporal inférieur (impliqué dans la perception de soi)
- Aire 21 - Gyrus temporal moyen, partie de l'aire de Wernicke
- Aire 22 - Gyrus temporal supérieur, dont une partie se nomme le planum temporale
- Aire 23 - Cortex cingulaire ventral postérieur (impliqué dans le traitement visuo-spatial)
- Aire 24 - Cortex cingulaire ventral antérieur ou péri-génual (impliqué dans la motricité viscérale)
- Aire 25 - Cortex septale ou sub-génual (impliqué dans le contrôle viscéro-moteur)
- Aire 26 - Cortex ectosplénial (impliqué dans les émotions)
- Aire 27 - Cortex piriforme (impliqué dans l'olfaction)
- Aire 28 - Cortex entorhinal postérieur (impliqué dans les émotions)
- Aire 29 - Cortex cingulaire rétro-splénial (impliqué dans la mémoire épisodique)
- Aire 30 - Cortex cingulaire agranulaire rétro-limbique
- Aire 31 - Cortex cingulaire dorsal postérieur
- Aire 32 - Cortex cingulaire dorsal antérieur
- Aire 33 - Cortex pré-génual
- Aire 34 - Cortex entorhinal antérieur
- Aire 35 - Cortex peri-rhinal (sur le gyrus parahippocampique)
- Aire 36 - Cortex ecto-rhinal (impliqué dans la mémoire sémantique)
- Aire 37 - Gyrus fusiforme
- Aire 38 - Cortex temporo-polaire (nouveau phylogénétiquement)
- Aire 39 - Gyrus angulaire, partie de l'aire de Wernicke (cortex associatif)
- Aire 40 - Gyrus supramarginal, partie de l'aire de Wernicke (cortex associatif)
- Aires 41 & 42 - Cortex auditif primaire ou gyrus de Heschl
- Aire 43 - Cortex gustatif primaire
- Aire 44 - Pars operculaire, partie de l'aire de Broca
- Aire 45 - Pars triangulaire, partie de l'aire de Broca
- Aire 46 - Cortex préfrontal dorsolatéral
- Aire 47 - Pars orbiculaire
- Aire 48 - Aire rétrosubiculaire (hippocampe)
- Aire 49 - Aire parasubiculaire (hippocampe)
- Aire 50 - ?
- Aire 51 - Aire prépyriforme
- Aire 52 - Zone para-insulaire (à la jonction du lobe temporal et du cortex insulaire)